# هوويك (كيبك)
هوويك (بالإنجليزية: Howick, Quebec)‏ هي بلدية محلية في كيبيك تقع في كندا في Le Haut-Saint-Laurent Regional County Municipality. يقدر عدد سكانها بـ 630 نسمة ومساحتها 1.00 كم2 .

## أعلام
- يان واتسون
- خوان شيريدان